# Castelo de Doué-la-Fontaine
O castelo de Doué-la-Fontaine é um castelo de castelo de mota antigo, criado no início do século X e várias vezes reformado, que fica na comuna de Doué-la-Fontaine, no departamento de Maine-et-Loire País do Loire. Foi construído com base em um edifício carolíngio.